# Sportpaleis Alkmaar
Sportpaleis Alkmaar is een van de drie overdekte wielerbanen in Nederland. In 2003 is de halfoverdekte wielerbaan uit 1964 gerenoveerd. De betonnen baan is vervangen door hout en tevens werd de baan volledig overdekt. De wielerbaan heeft een lengte van 250 meter en is 6,5 meter breed. De maximale hellingshoek is 42°. De andere twee overdekte wielerbanen in Nederland zijn Velodrome Amsterdam en Omnisport Apeldoorn. Sportpaleis Alkmaar biedt plaats aan 4.750 bezoekers. 
Het middenveld van de wielerbaan is 2000m2 en kan gebruikt worden voor zaalsporten, zoals volleybal en zaalvoetbal. Rondom Sportpaleis Alkmaar ligt een mountainbikeparcours van ruim twee kilometer lang.
Het paleis heeft ook een krachthonk met olympische materialen. Het wordt gebruikt door onder meer het Regionale Trainingscentrum (RTC) langebaan schaatsen.
In 2022 werd het Sportpaleis gebruikt voor de noodopvang van Oekraïense vluchtelingen.

## Evenementen
Jaarlijks worden diverse nationale en internationale wedstrijden in het Sportpaleis verreden, zoals de Nederlandse kampioenschappen baanwielrennen. De laatste editie van het hoofdtoernooi van de NK Baanwielrennen in Alkmaar was in 2019. Alkmaar is nog de enige baan in Nederland waar wordt gestayerd. Het NK stayeren vindt steevast in Alkmaar plaats.

### Wielerdriedaagse
Van 2017 tot 2020 werd jaarlijks de Wieler 3 daagse Alkmaar gereden. De organisatie was in handen van Alkmaar Sport, nadat dit gemeentelijke sportbedrijf de exploitatie van de wielerbaan had overgenomen. Na drie edities hoopte men dat de organisatie door een van de wielerverenigingen zou worden overgenomen, maar dat gebeurde niet.

### Werelduurrecords
In 2019 reed Jetze Plat naar een werelduurrecord voor handbikers: 44,749 km. Hij verbrak hiermee het record van Geert Schipper die een jaar eerder 42,165 km reed.
In 2004 reden Matthé Pronk en gangmaker Joop Zijlaard in Alkmaar een nieuw werelduurrecord achter de derny: 66,114 km. Pronk brak daarmee het 34 jaar oude record van de Belgen Theo Verschueren en gangmaker Noppie Koch. Zij reden 64,546 km in 1970. Het record werd ruim vijf jaar later verbeterd in Moskou, door Maas van Beek achter Wilco van der Hoorn. Zij reden in 2012 nog harder: 66,639 km.

## Geschiedenis

### Vooroorlogs baanwielrennen in Alkmaar
In de jaren 1930 had Alkmaar al een houten wielerbaan die in het begin van de jaren 1940 werd gesloten. In 1945 waren er plannen voor een betonnen baan van 200 meter lengte. De bedoeling was om deze in maart 1946 te openen.

### 1965: Bouw van de betonnen baan
Wielervereniging Alcmaria Victrix begon in 1954 met een actie voor een eigen wielerbaan. In 1959 werd bekend dat Alkmaar een betonnen wielerbaan zou krijgen op het nieuwe sportcomplex aan de Hoeverweg. Alcmaria zou een kwart van de fl. 200.000 bouwkosten bijdragen en de gemeente betaalde de rest. Men hoopte in 1960 met de aanleg te beginnen van de baan die ook geschikt zou zijn voor het stayeren. De baan van 400 meter lengte werd echter als onrendabel beschouwd. Daarom liet de vereniging ir. C. Keesman een ontwerp maken voor een baan van 250 meter lengte. De kosten voor deze baan werden geraamd op 120.000 gulden. Op 17 december 1964 ging de gemeente Alkmaar akkoord met de bouw en op 23 augustus 1965 kwam de Rijksgoedkeuring voor de baan van 250 meter lengte, 6 meter breedte, tribunes en verdere accommodatie.

### 1984: Overkapping
Een baan in de buitenlucht is gevoelig voor neerslag. Bij regen moeten trainingen en wedstrijden worden afgelast, omdat het anders te gevaarlijk wordt. Om hier een oplossing voor te vinden werd een commissie ingesteld die naar een overkapping streefde.

#### Motorcross
Tijdens de verbouwing van de wielerbaan in 1984 werd op het middenterrein een baan gemaakt voor een eenmalige motorcross. Vrachtwagens vol zand werden gestort en bulldozers maakten er springheuvels van. Het parkoers was zo zacht, dat tijdens de race diverse rijders diep in het zand wegzakten en strandden.

### 1992: Olympische uitbouwplannen
De Stichting Olympische Spelen Amsterdam 1992 koos Alkmaar als locatie voor het baanwielrennen. Het bestaande complex zou dan wel flink moeten worden verbeterd, met een houten baan, vrijdragend dak, uitbreiding van de tribunes naar 5.000 zitplaatsen, een olympisch restaurant, rennerskwartier en perscentrum. De plannen werden begroot op fl. 3,5 miljoen.
De plannen werden in 1986, anderhalf jaar na de overkapping van de baan gepresenteerd. De wekelijkse wedstrijden trokken op dat moment niet meer dan 100 toeschouwers.
Het Olympische bid boek, met het ontwerp van architect Sander Douma, leidde tot internationale contacten en de medewerking bij de bouw van meer wielerstadions door SDA Velodromes. Douma werkte mee aan onder meer de banen Velodrome Amsterdam, Omnisport Apeldoorn, Kolodruma in Plovdiv (Bulgarije), Palma Arena op Mallorca en een aantal Olympische banen zoals Velódromo Municipal do Rio de Janeiro.

### 2003: Volledig overdekt en houten baan
In 2003 werd bekend dat de wielerbaan voor 4,1 miljoen Euro zou worden opgeknapt. De baan kreeg een nieuwe, volledige overkapping; de betonnen baan werd vervangen door een snelle houten baan, en het middenterrein werd beschikbaar gemaakt voor zaalsporttoernooien. Het renovatieproject werd bekostigd door de gemeente Alkmaar, provincie Noord-Holland, het ministerie van VWS, de Stichting CAI Alkmaar en het NOC-NSF.

### 2021: Nieuwe renovatieplannen
Wielervereniging Alcmaria Victrix exploiteerde de wielerbaan tot maart 2016, waarna Alkmaar Sport (de gemeente) het overnam. De baan kampte in 2021 met een jaarlijks exploitatietekort van 30 à 40.000 Euro. Het dak lekte en als het langdurig nat was, dan kwam er water door de vloer naar boven. De gemeente Alkmaar onderzocht de opties van renoveren, deels afbreken en herbouwen, of compleet slopen en een nieuw sportpaleis bouwen.
Het college van burgemeester en wethouders koos in 2021 voor renovatie en verduurzaming. De renovatie moest leiden tot een modern gebouw met toevoeging van vergader- en leslokalen; modernisering van de kleedkamers en sanitaire voorzieningen; en duurzame oplossingen zoals een groen dak.
In januari 2024 werd bekend dat de gemeente de plannen nog niet doorzet, maar eerst een nieuw onderzoek laat doen naar de wensen van de wielersport in de regio. Door de plannen voor een outdoor wielerpark in Geestmerambacht dreigt het aantal gebruikers van het sportpaleis te verminderen.